# Леонор (Іллінойс)
Леонор (англ. Leonore) — селище (англ. village) в США, в окрузі Ла-Салл штату Іллінойс. Населення — 121 особа (2020).

## Географія
Леонор розташований за координатами 41°11′20″ пн. ш. 88°58′56″ зх. д. / 41.18889° пн. ш. 88.98222° зх. д. (41.188902, -88.982274).  За даними Бюро перепису населення США в 2010 році селище мало площу 0,23 км², уся площа — суходіл.

## Демографія
Згідно з переписом 2010 року, у селищі мешкало 130 осіб у 57 домогосподарствах у складі 33 родин. Густота населення становила 566 осіб/км².  Було 62 помешкання (270/км²).
Расовий склад населення:
| - 100,0 % — білих |

До двох чи більше рас належало 0,0 %. Частка іспаномовних становила 0,0 % від усіх жителів.
За віковим діапазоном населення розподілялося таким чином: 24,6 % — особи молодші 18 років, 50,0 % — особи у віці 18—64 років, 25,4 % — особи у віці 65 років та старші. Медіана віку мешканця становила 41,7 року. На 100 осіб жіночої статі у селищі припадало 85,7 чоловіків;  на 100 жінок у віці від 18 років та старших — 100,0 чоловіків також старших 18 років.
Середній дохід на одне домашнє господарство  становив 55 800 доларів США (медіана — 44 583), а середній дохід на одну сім'ю — 84 215 доларів (медіана — 81 250). Медіана доходів становила 53 750 доларів для чоловіків та 42 750 доларів для жінок. За межею бідності перебувало 5,4 % осіб, у тому числі 22,2 % дітей у віці до 18 років та 0,0 % осіб у віці 65 років та старших.
Цивільне працевлаштоване населення становило 45 осіб. Основні галузі зайнятості: транспорт — 22,2 %, виробництво — 22,2 %, оптова торгівля — 20,0 %.